# .info
.info ist eine generische Top-Level-Domain (gTLD), die am 26. Juni 2001 eingeführt wurde und vom irischen Internetdienstanbieter Afilias betrieben wird. Sie wird als Alternative zu .com und .net angeboten, wo viele attraktive und kurze Adressen bereits vergeben sind. Die Abkürzung info steht für Information.

## Geschichte
Die Top-Level-Domain .info wurde im Jahr 2001 im Rahmen des Programms für neue generische TLDs durch die ICANN eingeführt. Afilias hatte in der Startphase zahlreiche Schwierigkeiten und musste die Frist zur Vorregistrierung mehrfach verlängern, damit Markeninhaber ihre Ansprüche durchsetzen konnten. 2003 war .info die erste Top-Level-Domain, die internationalisierte Domainnamen nach dem IDNA-Standard unterstützte. Seitdem ist auch die Registrierung deutscher Umlaute möglich.
2011 gehörte .info mit über acht Millionen registrierten Domains zu den beliebtesten TLDs weltweit. Der Anbieter Afilias bewarb sie intensiv, auch durch ungewöhnliche Aktionen wie den sogenannten Spotting Contest im Sommer 2011. Im Sommer 2012 verzeichnete .info erstmals seit der Einführung einen nennenswerten Rückgang. Seitdem fallen die Registrierungs-Zahlen deutlich und lagen Mitte 2016 mit nur noch 5,5 Millionen weltweit auf dem 8. Platz. Mitte 2023 wurde mit 3,7 Millionen registrieren Domains nur noch der 13. Platz erreicht.

## Kriterien
Insgesamt darf eine .info-Domain zwischen drei und 63 Zeichen lang sein, wobei beliebige Kombinationen von Zahlen und Buchstaben zulässig sind. Bindestriche können genutzt werden, dürfen jedoch nicht am Anfang, Ende oder an dritter und vierter Stelle stehen.